# Torre a Mare

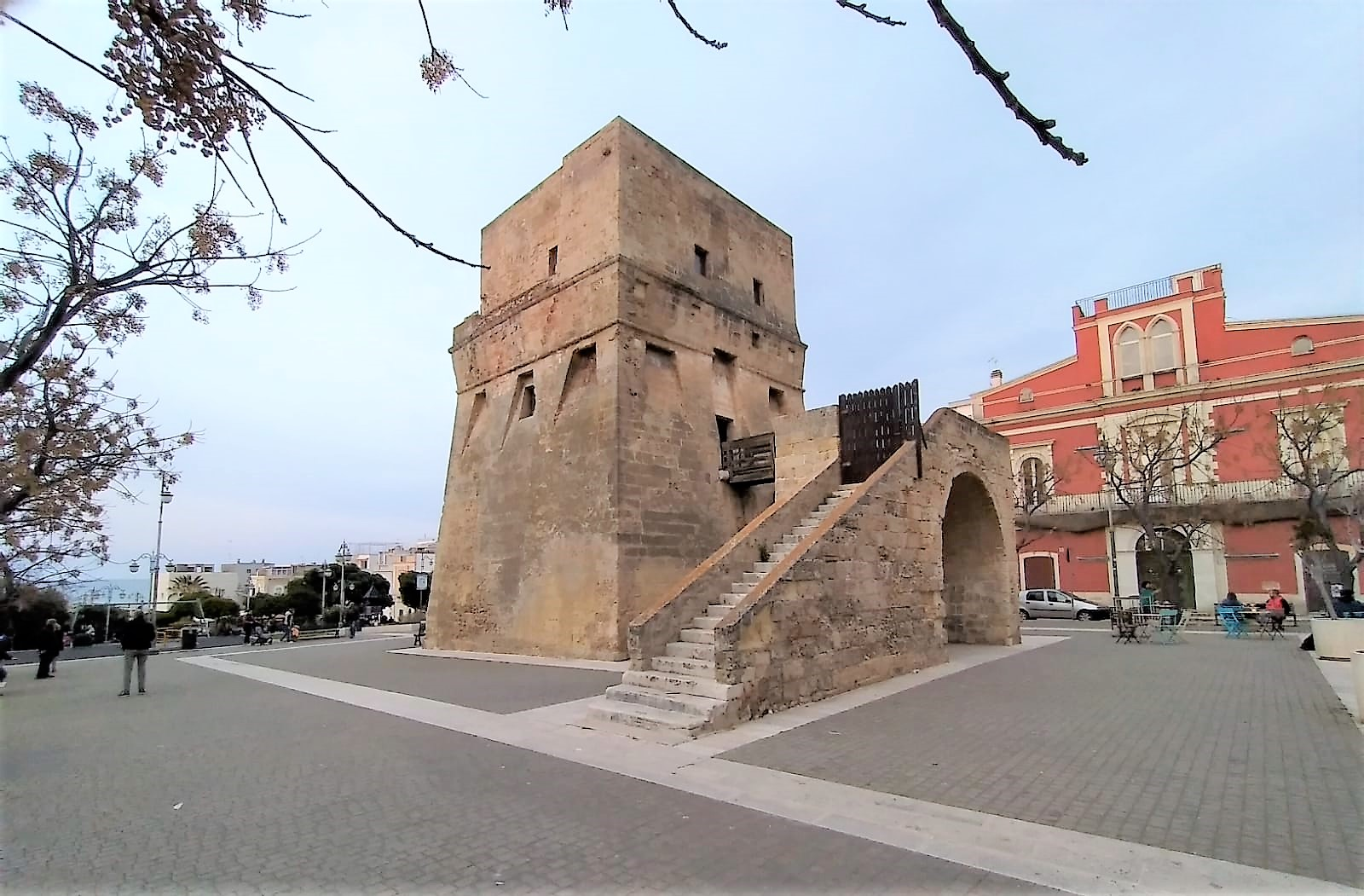
Torre cinquecentesca, simbolo di Torre a Mare.

Torre a Mare, fino al 1938 Torre Pelosa, è un quartiere di Bari appartenente dal 2014 al I municipio (ex V circoscrizione).

## Geografia fisica
Il quartiere è situato all'estrema periferia sud-est della città di Bari, a circa 13 km dal centro, e confina:
- a nord-ovest con il quartiere San Giorgio, appartenente alla medesima circoscrizione;
- a ovest con il comune di Mola di Bari;
- a sud con il comune di Noicattaro

Il centro storico, di modeste dimensioni, è raccolto attorno ad una torre cinquecentesca che si erge isolata in mezzo ad una spaziosa piazza, di recente ristrutturata, affacciata sul porto. Questo è attrezzato sia per le imbarcazioni da pesca, sia per quelle da diporto. 
Le recenti zone residenziali sono costituite principalmente da complessi di ville. 
Soprattutto nei fine settimana la piazzetta e il molo sono fra le mete più frequentate per lo svago.

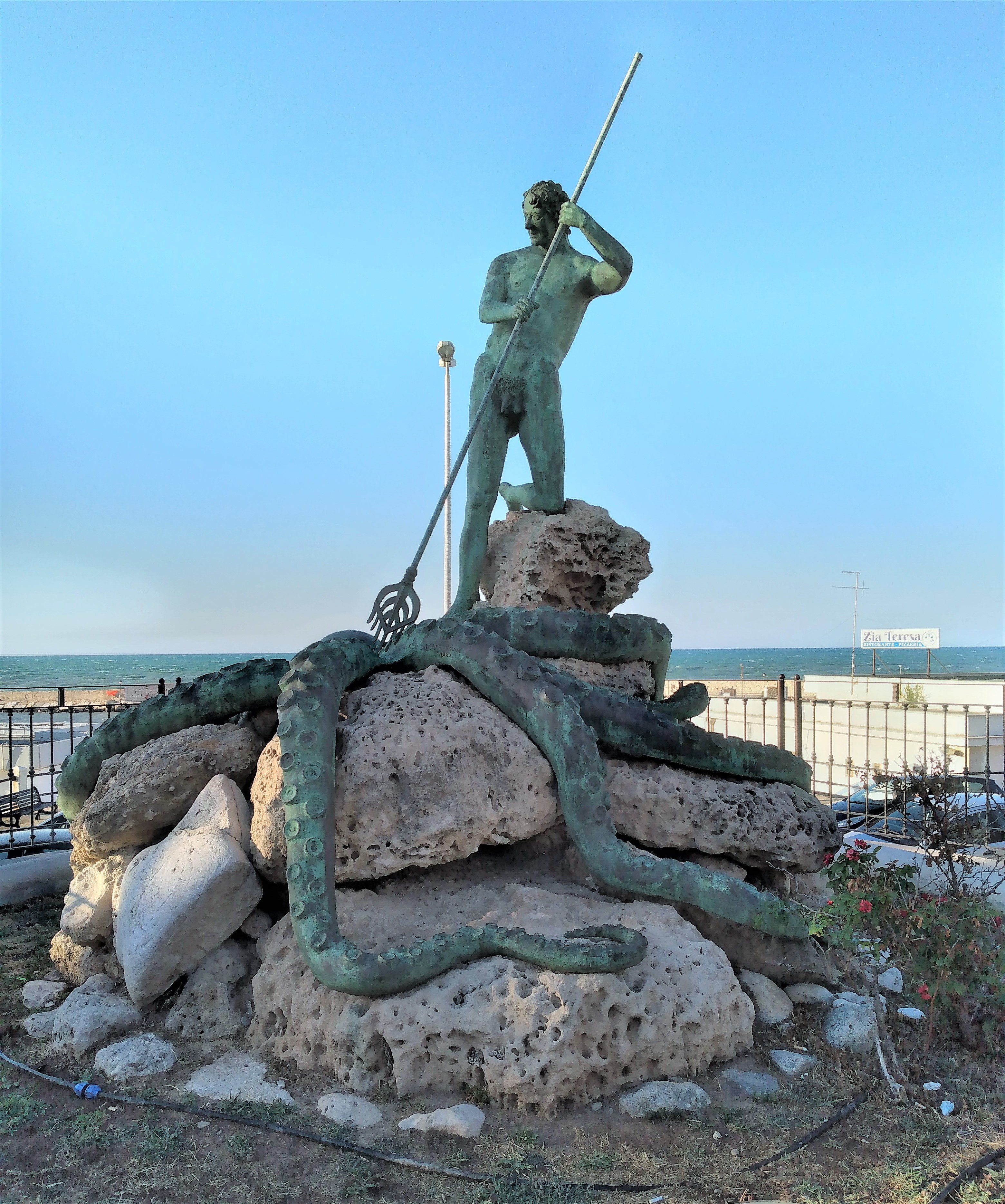
Il monumento al pescatore.

In piazzetta Mar del Plata è presente Il monumento al pescatore di Mario Piergiovanni, una statua raffigurante Nettuno che con il suo tridente infilza un grosso polpo. Il monumento è stato posizionato nel 2002 e riprende una precedente statua raffigurante lo stesso tema intitolata La Fendàne du Pescatòre realizzata da Tommaso Piscitelli nel 1925, rimossa nella seconda guerra mondiale per esigenze belliche. Inoltre, si dice che toccare un tentacolo del polpo di questa statua sia di buon auspicio per le donne che desiderano una gravidanza.

## Storia

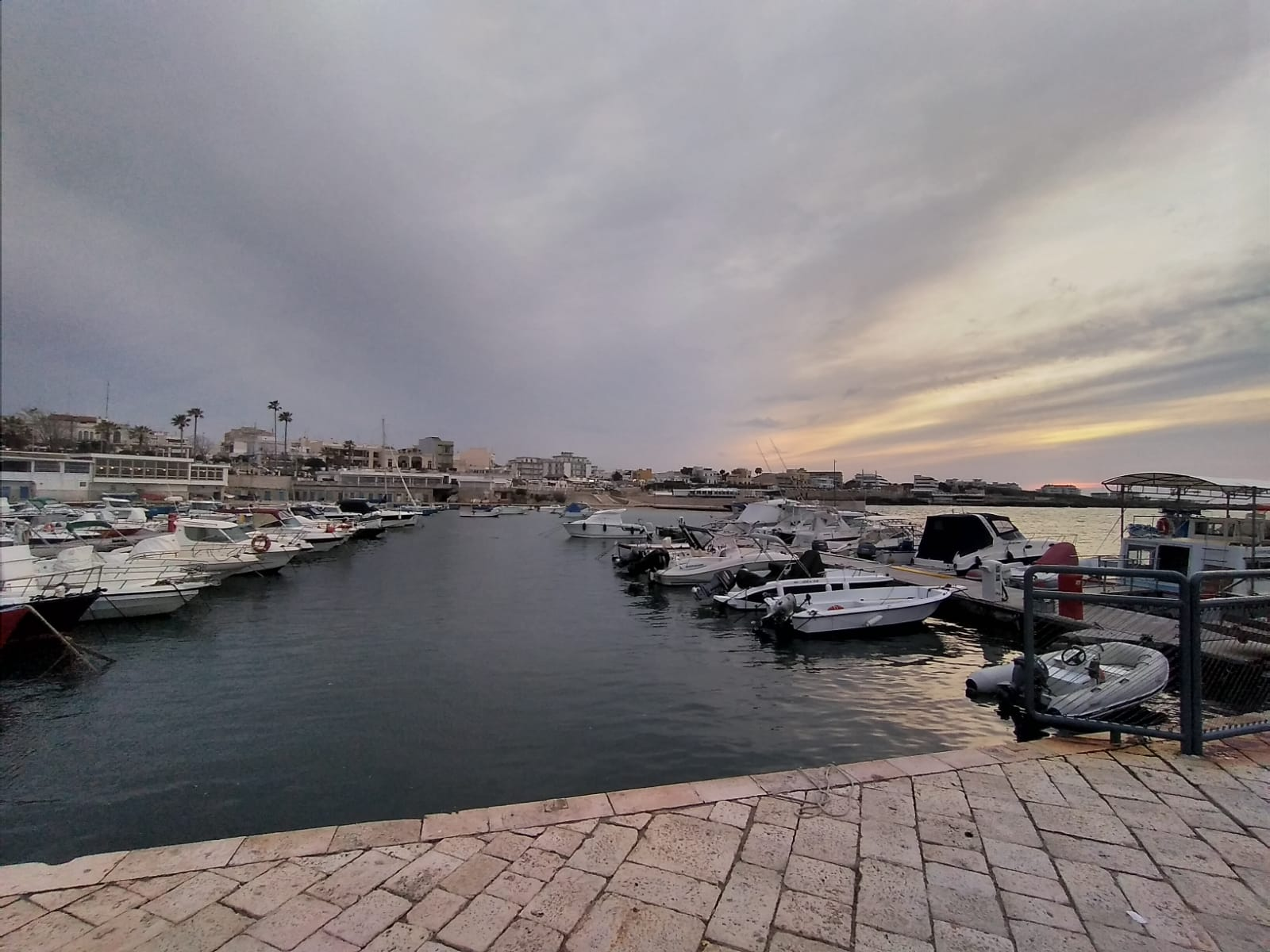
Torre a Mare (porto).

Nel territorio dell'attuale Torre a Mare sono state rinvenute tracce della presenza umana risalenti al IV millennio a.C. nelle grotte di Cala Colombo sulla costa sud e nella grotta della Tartaruga in prossimità dello sbocco a mare di lama Giotta. In epoca romana, la località era posta lungo la via Appia-Traiana che congiungeva Barium (l'antica Bari) ed Egnatia. Alcuni storici ritengono che la Turris Juliana, una stazione di posta per il cambio di cavalli che l'Itinerarium Burdigalense (333-334 d.C.) collocava 11 miglia a sud di Barium, fosse in contrada Scamuso poco a sud di Torre a Mare.
Intorno al 1500, allo scopo di difendere la costa dalle incursioni dei pirati e dei predoni che infestavano il mare Adriatico, fu edificata una torre di avvistamento, tuttora esistente al centro della piazza principale, facente parte di una catena di torri costiere. Da allora la località prese il nome di "Torre Apellosa" o "Torre Lapillosa", trasformato successivamente in "Torre Pelosa", e divenne un piccolo borgo di pescatori che vivevano per lo più in trulli e grotte naturali e riparavano le proprie imbarcazioni nel porticciolo alla foce di lama Giotta.
Per molti secoli Torre Pelosa fu la marina del vicino centro di Noja. Dopo l'Unità d'Italia (1861), questo comune mutò nome in Noicattaro, recuperando dalla leggenda il toponimo Cattaro, dal nome di una città preromana (peraltro probabilmente mai esistita) sita dove sorge oggi Torre a Mare. Secondo molti studiosi, invece, il nome significa "Nuova Cattaro", dal nome della omonima città sita sulla costa del Montenegro, molto legata alla Puglia; per molti secoli - infatti - la diocesi di Cattaro dipendeva direttamente dall'Arcivescovo di Bari.
Nel 1865 la località fu dotata di una stazione lungo la ferrovia Bari-Lecce, stazione realizzata soprattutto a beneficio di Noicattaro e dei paesi dell'interno. A quell'epoca Torre Pelosa era un villaggio di pescatori, il borgo si trovava intorno alla torre cinquecentesca, i terreni lungo la costa appartenevano prevalentemente alle famiglie Positano, ad eccezione dell'appezzamento di terra lungo la lama fino alla torre, che risultava proprietà del comune di Noja, e che fu oggetto di una diatriba legale prima della lottizzazione. Le uniche costruzioni al tempo, oltre le case dei pescatori, erano poche maestose ville situate lungo la vecchia via litoranea Bari-Brindisi; tra queste si ricordano le ville Trojano, Suglia-Passeri, Scarpelli, De Mattia, e quelle dei vari rami della famiglia Positano. Pochi anni dopo ebbe luogo un primo sviluppo urbanistico, promosso dall'avv. Vittorio Positano De Vincentiis, quando il comune di Noicattaro pianificò la costruzione di alcuni lotti di case unifamiliari sul suolo di proprietà comunale attorno alla torre cinquecentesca. Intanto, nel 1893 fu costruita ex novo una chiesa intitolata a San Nicola (patrono dei marinai), in luogo della piccola e malmessa cappella precedente. Rapidamente, Torre Pelosa divenne luogo prediletto di villeggiatura da parte non solo dei cittadini di Noicattaro, ma anche di quelli di Bari, Rutigliano e Triggiano. Essi si aggiungevano ai residenti che, secondo il censimento del 1921, erano 864.
Appena fu terminata la costruzione del molo e deliberato un ulteriore ampliamento della chiesa, affidato all'architetto Saverio Dioguardi, nel 1934 Torre Pelosa venne annessa, insieme alla frazione di San Giorgio del Comune di Triggiano, al Comune di Bari nell'ambito di un ampliamento della città voluto dal regime fascista, diventandone una frazione al pari di Palese e Santo Spirito (staccate da Modugno e Bitonto) e gli ex Comuni autonomi Loseto, Carbonara di Bari e Ceglie del Campo, che furono soppressi.
Pochi anni dopo ne venne modificata la denominazione in "Torre a Mare". Nel 1943 fu costituita una sede del SOE (Special Operations Executive) ed in questa base si incontrarono segretamente il primo ministro inglese, Winston Churchill ed il capo di stato jugoslavo, Josip Tito.
Tra 1940 e 1950 vi risiede il compositore Nino Rota.

## Mezzi pubblici
È possibile raggiungere il quartiere Torre a Mare con i seguenti mezzi pubblici:
- Linee di autobus dell'AMTAB: 12, 12/;
- Linee di autobus Miccolis;
- Treni regionali Trenitalia, stazione Bari Torre a Mare;
- Tangenziale di Bari SS 16, uscite Torre a Mare (Via Bari, Via Dogali, Via Coppa di Bari).